# Sciaenochromis psammophilus
Sciaenochromis psammophilus és una espècie de peix de la família dels cíclids i de l'ordre dels perciformes.

## Morfologia
- Els mascles poden assolir 11,6 cm de longitud total.[1]

## Hàbitat
Viu en zones de clima tropical entre 5-30 m de fondària.

## Distribució geogràfica
Es troba a Àfrica: llac Malawi.